# Sette volte Bonaffini
Sette volte Bonaffini è un album di Luca Bonaffini pubblicato nel 2016 dall'etichetta discografica C7 Art & Music.

## Descrizione
L'album consiste in una raccolta di sette canzoni pubblicate come singoli tra il 2006 e il 2015 tra cui L'altro paese e La bella forza. Fanno eccezione Dal vero, scritta insieme a Bertoli nel 1990, e La leggenda del poeta sul fiume.

## Tracce
1. Nuovamente sulla strada - 3.45
2. Questi anni difficili - 4.04
3. L'altro paese - 2.58
4. La bella forza - 4.25
5. Dal vero - 4.16
6. Rinascerò come il vento - 3.32
7. La leggenda del poeta sul fiume - 5.33